# Église Saint-Martin d'Arc-en-Barrois
L'église Saint-Martin est une église gothique du XIIIe siècle, située dans la commune d'Arc-en-Barrois, dans le département de la Haute-Marne. 
Elle fait l’objet d’une inscription au titre des monuments historiques depuis le 13 février 1928.
Elle possède un sépulcre datant de 1672 avec 7 personnages.

## Architecture
- Mise au tombeau en bois polychrome,  groupe donné, vers 1673, par François-Marie de l'Hospital, maréchal de camp et seigneur d'Arc, à l'église Notre-Dame, qu'il avait fait construire et qui aujourd'hui a disparu. Après diverses pérégrinations, il fut transporté dans l'église actuelle.  Il semble avoir été déplacée depuis le cimetière vers 1735, œuvre du sculpteur Gnothus[2].

## Photographies

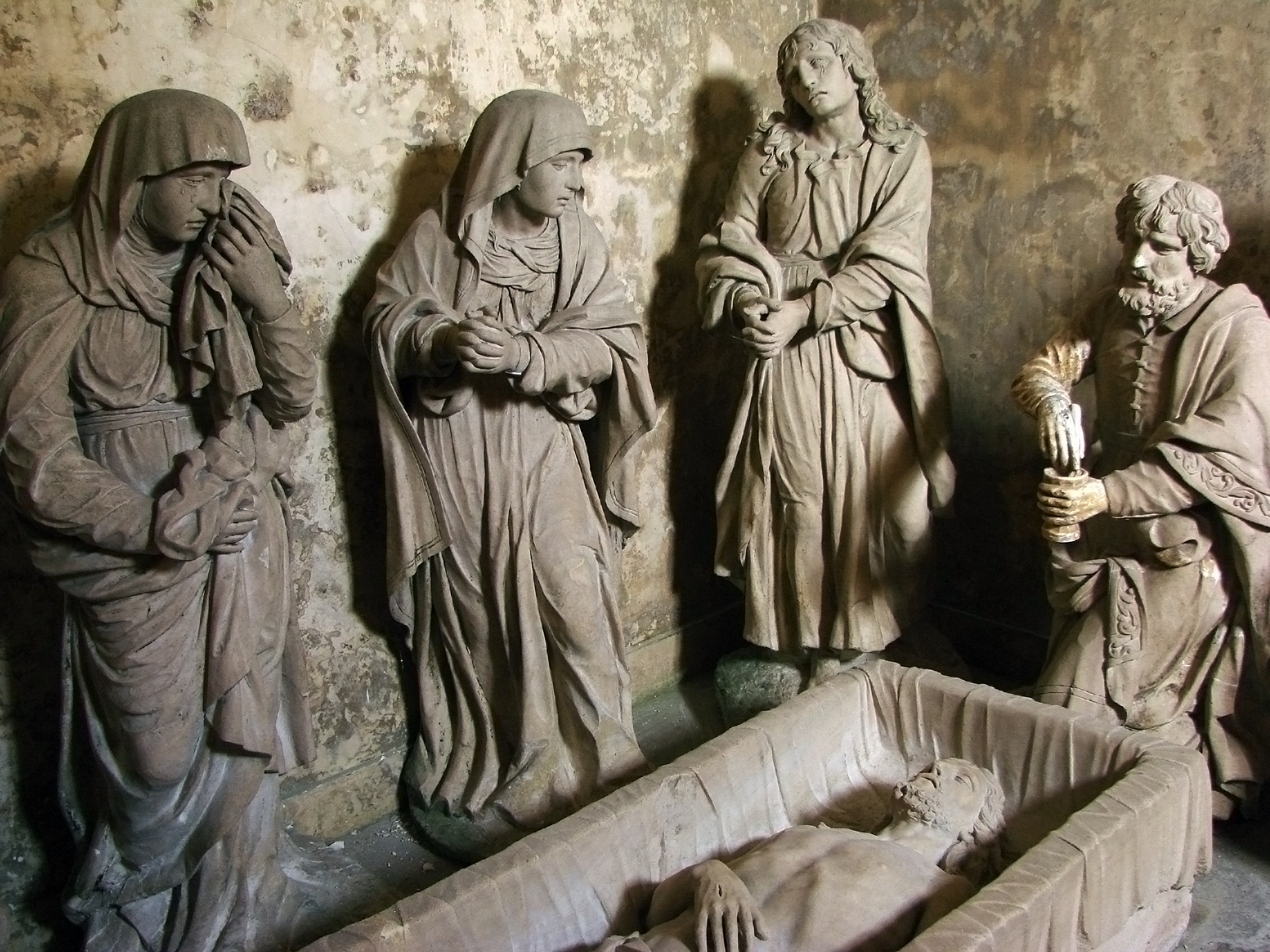
Mise au tombeau.